# 宜盛街站
宜盛街站是位于吉林省长春市南关区的一个轻轨车站，属于长春轨道交通4号线。

## 车站构造
两个侧式月台，为高架车站。

## 历史
- 2011年10月 - 开始使用。